# Patrick Couture
Patrick Couture (* 28. Mai 1978 in Québec City, Québec) ist ein ehemaliger kanadischer Eishockeytorwart. Er spielte bei den nicht mehr bestehenden Eisbären Regensburg.

## Karriere
Mit drei Jahren begann er mit dem Schlittschuhlaufen und mit fünf machte er erste Versuche im Tor einer Eishockeymannschaft. Seine erste Station in seiner Profikarriere waren die Beauport Harfangs, bei denen er 1995 einen Vertrag unterschrieb. Dort nahm er die Rolle des zweiten Torhüters, hinter Martin Biron, der zurzeit bei den Philadelphia Flyers in der NHL spielt, ein.
Danach versuchte er es in der QMJHL bei den Val-d’Or Foreurs, er konnte sich aber auch diesmal nicht als erster Torhüter durchsetzten, da er mit Roberto Luongo, einen heutigen Startorhüter vor sich hatte. In der Saison 1997/1998 spielte er in der QMJHL bei den Quebec Remparts, wo er einen Gegentorschnitt von nur 1,85 erreichte. Dies ist ein besserer Schnitt als der von der Torhüterlegende Patrick Roy. Im Jahre 2003 wagte er dann den Sprung nach Übersee zu den Tölzer Löwen. Dort konnte er sich von Anfang an als erster Torhüter durchsetzen und wurde schnell zum Publikumsliebling. Er gilt als einer der besten Keeper, den die Isarwinkler je hatten.
In Bad Tölz spielte er bis 2005 sehr erfolgreich. Danach wechselte er für eine Spielzeit zu den Moskitos nach Essen. Aber gleich im ersten Spiel gegen die Dresdner Eislöwen verletzte er sich so stark, dass er einen Großteil der Saison pausieren musste und in Essen nie wieder richtig zu seiner alten Form gefunden hat.
2006 unterschrieb er einen Einjahresvertrag bei den Eisbären Regensburg, welcher später verlängert wurde. Er wurde von den Fans der Eisbären zum besten Spieler der Saison 2006/07 ausgezeichnet.

## Erfolge und Auszeichnungen
- 2003 ECHL Second All-Star Team